# ムラービト朝

ムラービト朝
المرابطون

1120年頃のムラービト朝の領土

ムラービト朝（ムラービトちょう、アラビア語: المرابطون al-Murābiṭūn）は、1056年に北アフリカのサハラ砂漠西部に興ったベルベル系の砂漠の遊牧民サンハージャ族を母体とするモロッコとアルジェリア北西部、イベリア半島南部のアンダルシアを支配したイスラム王朝。
英語読みでのアルモラヴィド朝（アルモラヴィドちょう、英語: Almoravid dynasty）とも称される。

## ムラービトゥーンの興起
1039年、サンハージャ族の一小部族の族長ヤフヤー・イブン・イブラーヒームに率いられたメッカ巡礼の一団は、帰途に立ち寄ったカイラワーンで、スンナ派に属するイスラム神学者アブー・イムラーン・アル＝ファースィーの神秘主義的な教説に共鳴して、体の弱いアブー・イムラーンから紹介された孫弟子イブン・ヤーシーンとともに故郷に帰った。しかし、イブン・ヤーシーンの教説は、サンハージャ族一般の受け入れるところとならず、仕方なく、イブン・ヤーシーンと彼の教説を支持するサンハージャ族の族長たちとその配下は、現在のモーリタニアにあるセネガル川にある島に城塞（ラバート）を築いてそこに籠もり厳しい修道生活を始めた。そのため、彼らは、「城塞（ラバート）に拠る人々」という意味の「ムラービトゥーン」と呼ばれた。これがムラービト朝の名称の起源で、ヨーロッパには、スペイン語訛りでアルモラヴィド朝として知られる。
ムラービトゥーンたちは、修道生活に努める一方、将来の教勢拡大を考えて、身体を鍛え、剣術などの武術を磨いた。つまり彼らは、ある意味、キリスト教の騎士修道会に似た存在であった。1053年から翌1054年にかけてアルジェリア国境に近いアトラス山中、ターフィラルト地方でのサハラ越えの交易における要衝のひとつ隊商都市シジルマーサを確保した。これを契機に、宗教的指導者イブン・ヤーシーンとヤフヤー・イブン・イブラーヒームの子孫で世俗的指導者であるヤフヤー・イブン・ウマルに率いられたムラービトゥーンたちの勢力は拡大され、「アッラーへの帰一とスンナ派帰属」の教理は、異端的な教説も含めて多数の教説が入り混じっていた当時のモロッコで、改めて見直されるようになった。しかし、ムラービトゥーンたちも必ずしも一枚岩でない面もあり、1056年にヤフヤー・イブン・ウマルが暗殺され、1058年にもイブン・ヤーシーンの暗殺が起こっている。ヤフヤー・イブン・ウマルは、死の直前に弟のアブー・バクル・イブン・ウマル（在位：1056年 - 1087年）に後事を託し、イブン・ヤーシーンの暗殺後は、アブー・バクルが聖俗を兼ねる指導者となった。王朝の成立年とされる1056年とは、このアブー・バクル・イブン・ウマルがムラービトゥーンの指導者になった年である。

## モロッコ制圧とガーナ王国の征服

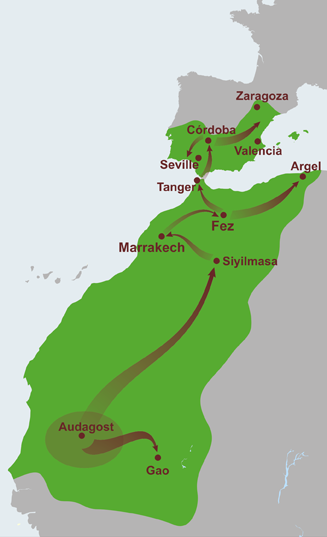
ムラービト朝とその勢力の拡大。1076年にガーナ王国を征服している。

ムラービト朝は、やがて、モロッコ南部のスース地方の主要都市タルーダントを陥落させ、大西洋沿岸部のアブダ平野を北上、港湾都市サフィーなどを手に入れた。残るは、フェズを中心とするベルルアータ地方であった。ベルルアータ地方の勢力は頑強に抵抗したが、「信仰は自由」という保証を与えて、ようやく政治的にはムラービト朝に服属することになった。アブー・バクルは、フェズ攻略を含めたモロッコ全土の攻略を従弟のユースフ・イブン・ターシュフィーン（在位：1061年 - 1106年）に委ね、南方のガーナ王国征服に専心することになる。1061年か1062年頃からガーナ王国に対してジハードを挑み、1076年に、首都クンビ＝サレーを陥落させて支配し、付近に住むサラコレ族に貢納をとった。やがて反乱が起こったので、その鎮定に向かったが、1087年に死亡した。

## ムラービト朝の全盛期とアンダルシア情勢
一方ユースフ・イブン・ターシュフィーンも有能な君主だった。彼は、マラケシュの町を自らの手で立ち働いて整備し、モスク建設、灌漑路の開発を行い、「預言者ムハンマドと同様」という賛辞を浴びた。ユースフは1069年にフェズを占領し、カラーウィーン地区とアンダルス地区に分かれていたフェズを一体化させ、城壁も一本化して強化した。隊商宿や水車、浴場を建設した。
ところで1031年の後ウマイヤ朝崩壊後、イベリア半島のイスラム勢力はタイファに分裂、抗争するようになり、カスティーリャ王国やアラゴン王国に圧迫されていた。1086年、セビリャの諸侯ムータミドの救援要請に応じて、ユースフは出兵、カスティーリャのアルフォンソ6世とサラカにおいて会戦を行なった。ムラービト軍の太鼓の音と隊列に恐れをなしたカトリック連合軍は敗走した。しかし、ユースフがモロッコに帰還すると、イスラム諸侯国は再び抗争を繰り返して、カトリック諸国につけ入られるばかりだったので、1090年にセビリャからの再度の救援要請を契機に、アンダルシアのイスラム諸侯国は真の信仰に根差していない、本当の聖戦を完遂するには、ムラービト朝自体の支配がなければならないという動機も手伝い、1091年にかつての同盟国、コルドバとセビリャを占領、セビリャのアルムスタミドを追放、1102年にバレンシアを確保した。1106年にユースフが亡くなってからも、1110年にサラゴサを占領、1118年にトレドの包囲とその勢いを示した。

## ムラービト朝の衰退と滅亡
しかしユースフが亡くなると、これを継いだアリー・イブン・ユースフ（在位：1107年 - 1142年）は、父王の在世中に政治にも携わっていたことから、将来を嘱望されていたが、セウタで生まれアンダルシアのイスラム文化に染まっていた彼には、父王のような指導力はなく、法学者たちに利用され、祈りと読書に部屋にこもりがちになった。強力な指導者のいないムラービト軍は、1118年にアラゴン王国にサラゴサを奪われ、カスティーリャのアルフォンソ7世にも遠征軍を送られて、後退を余儀なくされていた。
この情勢で、最初は、ムラービト朝の支配を歓迎したアンダルシアのイスラム教徒住民も、ムラービト軍の暴行や文化の無理解に嫌気が差していたため、不満が爆発、反ムラービト運動が起こり、コルドバ、ムルシア、バレンシアで反乱が起こった。またモロッコ国内でもムワッヒド運動が起こっており、アンダルシアのイスラム諸侯国は、ムワッヒド勢力と通じるようになり、ターシュフィーン・イブン・アリー（在位：1142年 - 1146年）、次いでイスハーク（在位：1146年 - 1147年）の時、首都マラケシュは陥落し、ついに1147年、ムワッヒド朝に滅ぼされた。

## 文化
ムラービト朝は、禁欲主義的な生活の場である修道場・宗教施設であり、対外的には異教徒への前線基地、軍事施設でもある「リバート」が王朝名を示す通り、リバートの修行者（ムラービト）たちが中核となった宗教運動によって興された政権である。この宗教運動の端緒がマーリク派法学者イブン・ヤースィーンの教説に始まったことから、王朝内ではマーリク派法学が公認の学問として隆盛した。カーディー・イヤードや、11世紀前半にコルドバの大カーディーとして活躍し、マーリク派法学史上で最も権威ある学者の一人となったイブン・ルシュド・ジャッド（イブン・ルシュドの祖父）らが有名である。一方で、東方から流入して来たガザーリーの思弁哲学に対しては異端的思想として弾圧している。
ムラービト朝の君主たちはアッバース朝の権威を認めていたが、カリフの用いた称号「アミール・アル＝ムウミニーン（信徒たちの長（アミール））に類似する、「アミール・アル＝ムスリミーン（ムスリムたちの長（アミール））」という称号を用いていた。

## 歴代君主
1. イブン・ヤースィン（1040年 - 1056年）
2. ヤフヤー・イブン・イブラーヒーム（1056年）
3. ヤフヤー・イブン・ウマル（1056年）
4. アブー・バクル・イブン・ウマル（1056年 - 1087年）
5. ユースフ・イブン・ターシュフィーン（1061年 - 1106年）
6. アリー・イブン・ユースフ（1106年 - 1142年）
7. ターシュフィーン・イブン・アリー（1142年 - 1146年）
8. イブラーヒーム（1146年）
9. イスハーク（1146年 - 1147年）

（*ただし、初代をアブー・バクルとする説も有力である）